# مايك بوسنر
مايكل روبرت هنريون «مايك» بوسنر (بالإنجليزية: Mike Posner)‏ (ولد في 12 فبراير 1988) هو مغني و مؤلف أغاني و منتج تسجيلات أمريكي. أصدر بوسنر ألبومه الأول، 31 دقيقة للإقلاع، في 10 أغسطس 2010.

## روابط خارجية
- مايك بوسنر على موقع IMDb (الإنجليزية)
- مايك بوسنر على موقع روتن توميتوز (الإنجليزية)
- مايك بوسنر على موقع ميوزك برينز (الإنجليزية)
- مايك بوسنر على موقع رولينغ ستون (الإنجليزية)
- مايك بوسنر على موقع أول ميوزيك (الإنجليزية)
- مايك بوسنر على موقع ديسكوغز (الإنجليزية)
- مايك بوسنر على موقع قاعدة بيانات الفيلم (الإنجليزية)